# Josef Adamiak
Josef Adamiak (* 24. September 1932 in Zduńska Wola, Polen; † 1. Mai 2014) war ein deutscher Fotograf und Kunsthistoriker.

## Leben
Josef Adamiak war der Sohn eines Webers, der in den 1930er Jahren eine Umschulung zum Eisenbahner absolvierte. In dieser Zeit übersiedelte die Familie nach Thüringen, wo Adamiak die Volksschule besuchte. 1941 kehrte er mit seiner Familie wieder nach Zdunska Wola zurück. Nach der Flucht vor der heranrückenden Roten Armee erreichten sie Rostock, wo Adamiak eine Tischlerlehre machte. Anschließend absolvierte er die Arbeiter-und-Bauern-Fakultät (ABF) in Dresden, nach deren Abschluss er in Rostock und Berlin Kunstgeschichte und Archäologie studierte. Für etwa zwei Jahre wirkte er als Assistent mit Lehrauftrag an der Hochschule für Bildende Künste Dresden. Anschließend war er beim Seemann-Verlag Leipzig als Lektor für Architekturgeschichte tätig und verfasste selbst eine Reihe von kunstpraktischen wie architekturhistorischen Publikationen. Einen Großteil der Fotografien dafür hatte er selbst angefertigt. Bis zum Eintritt in den Ruhestand war Adamiak für den Verlag tätig, zuletzt auf Honorarbasis.

## Werk
In den Jahren 1983–1996 erwarb die Abteilung Deutsche Fotothek der SLUB Dresden ca. 830 Aufnahmen aus dem Bereich Architektur und Plastik mit Schwerpunkt Burgen und Schlösser von ihm. Dabei hatten im Jahr 1983 zum Zeitpunkt des Erwerbs wegen der Reisebeschränkungen in der DDR die über 250 Aufnahmen von Pompeji einen besonderen Stellenwert, entstanden für Hans Eschebachs Publikation Pompeji. Erlebte antike Welt. Adamiak reiste für die Realisierung der Aufnahmen gemeinsam mit Eschebach im Auftrag des Verlags als Fotograf in die Ruinenstadt.
Vor allem die Fotografien der Schlösser und Herrenhäuser in Sachsen, Sachsen-Anhalt und Mecklenburg sind unter denkmalpflegerischen und kunsthistorischen Gesichtspunkten besonders wertvoll, da sie sich in dem abgebildeten Zustand heute wohl kaum noch anzutreffen sind.

## Werke
- Georg Schrimpf – Ein Beitrag zum Problem der Malerei der Neue Sachlichkeit (Kunst). Diplomarbeit von Josef Adamiak am Kunstgeschichtlichen Institut der Humboldt-Universität zu Berlin, ungedruckt, 1961.
- Federzeichnung. Eine praktische Anleitung. Seemann-Verlag, Leipzig 1966.
- Der Schloßberg zu Quedlinburg. Bilder Klaus G. Beyer. Seemann-Verlag, Leipzig 1971.
- Jan Białostocki: William Hogarth. (Übersetzung von Josef Adamiak). Berlin 1972.
- Schlösser und Gärten in Mecklenburg. Seemann-Verlag, Leipzig 1975.
- Die Klosterkirche zu Hecklingen. Union-Verlag, Berlin 1977.
- Bogdan Rutkowski: Kreta. Text Bogdan Rutkowski. Aufnahmen Andrzej Dziewanowski. (Übers. von Josef Adamiak). Seemann-Verlag, Leipzig 1978.
- Hans Eschebach: Pompeji. Erlebte antike Welt. Unter Mitarbeit von Liselotte Eschebach, mit Fotos von Josef Adamiak und Textabbildungen von Inge Bruex. Seemann-Verlag, Leipzig 1978.
- mit Rudolf Pillep: Kunstland DDR. Ein Reiseführer. (Karten u. Stadtpläne von Inge Bruex.) Seemann-Verlag, Leipzig 1979.